# Караван — Кањон Невидио
„Караван — Кањон Невидио” је југословенски кратки документарни ТВ филм из 1964 године. Режирао га је Милан Ковачевић који је написао и сценарио.

## Улоге
| Глумац          | Улога   |
| --------------- | ------- |
| Милан Ковачевић | Наратор |